# Geometria diferencial
En matemàtiques, la geometria diferencial és la utilització de les eines del càlcul diferencial a l'estudi de la geometria. Els objectes d'estudi són les varietats diferencials, que tenen una estructura suficient per poder introduir la noció de derivació, i també, les funcions definides en aquestes varietats.
La geometria diferencial troba la seva principal aplicació física en la teoria de la relativitat on permet la modelització d'una curvatura de l'espaitemps. Es pot igualment citar altres aplicacions de la física clàssica. En la mecànica dels medis continus, per exemple, és útil en la descripció de les deformacions dels cossos elàstics, en particular, de les bigues o de les estructures.

## Història i desenvolupament
La història i el desenvolupament de la geometria diferencial com a tema comencen, pel cap baix, en l'antiguitat clàssica. Va fortament lligat al desenvolupament de la geometria més en general, a la noció de l'espai i de la forma, i a la topologia, especialment a l'estudi de les varietats. Aquesta secció està centrada principalment en la història de l'aplicació de mètodes infinitesimals a la geometria, i posteriorment a les idees d'espai tangent fins a arribar al desenvolupament del formalisme modern del tema en termes de tensors i camps tensorials.

### Antiguitat clàssica fins al Renaixement (300 a.C - 1600 d.C.)
L'estudi de la geometria diferencial, o com a mínim l'estudi de la geometria de formes diferenciables, pot remuntar-se fins a, pel cap baix, l'antiguitat clàssica. En particular, se sabia força sobre la geometria de la Terra, una geometria esfèrica, en els temps dels matemàtics de la Grècia antiga. Notablement, Eratòstenes va calcular la circumferència de la Terra al voltant de l'any 200 a.C., i al voltant del 150 d.C., Ptolemeu en la seva obra Geographia, va introduir la projecció estereogràfica per poder mapejar la forma de la Terra. De forma implícita al llarg d'aquest període, els principis que formen els fonaments de la grometria i el càlcul diferencial van ser usats en el camp de la geodèsica, tot i que d'una manera molt simplificada. En particular, ja en els Elements d'Euclides s'entenia que la línia recta es podia definir amb la propietat de proporcionar la distància més curta entre dos punts; i aplicant el mateix principi a la superfície de la Terra s'arribava a la conclusió que els cercles màxims, que només són similars a línies rectes del pla a nivell local, proporcionen el camí més curt entre dos punts de la superfície de la Terra. En efecte, es pot considerar que les mesures d'Eratòstenes, entre d'altres, de distàncies al llarg de tals camins geodèsics com una mesura rudimentària de la longitud d'arc de corbes, un concepte que no va tenir una definició rigorosa en termes de càlcul fins al segle XVII.
Al voltant d'aquella època, hi havia poques aplicacions manifestes de la teoria infinitesimal en l'estudi de la geometria, precursors de l'estudi modern del tema basat en el càlcul. En els Elements d'Euclides, es parla de la noció de tangencialitat d'una línia respecte d'un cercle, i Arquimedes va aplicar el mètode d'exhaustió per calcular les àrees de formes suaus com ara el cercle, i els volums de sòlids tridimensionals suaus com l'esfera, els cons i els cilindres.
No hi va haver gaire desenvolupament en la teoria de la geometria diferencial entre l'antiguitat i els inicis del Renaixement. Abans del desenvolupament del càlcul, de la mà de Newton i Leibniz, l'avenç més significatiu en el camp de la geometria diferencial va venir de Gerardus Mercator i la seva projecció com a manera de mapejar la Terra. Mercator entenia les avantatges i els inconvenients del seu disseny de mapes, i en particular era conscient de la naturalesa conformal (que preserva angles) de la seva projecció, així com les diferències entre praga (les línies de distància més curtaa la Terra) i directio (la línia recta en el seu mapa). Mercator va observar que les praga eren curvatures oblíqües en la seva projecció. Aquest fet reflexa la falta d'un mapa que preservi distància de la superfície de la Terra a un pla, una conseqüència del posterior teorema egregi de Gauss.

### Després del càlcul (1600–1800)

Un cercle osculador d'una corba en el pla

El primer tractament sistemàtic i rigorós a la geometria utilitzant la teoria d'infinitesimals i nocions del càlcul va arribar al voltant del 1600, quan es va desenvolupar per primer cop el càlcul de la mà de Gottfried Leibniz i Isaac Newton. En aquest moment, l'obra recent de René Descartes, incloses les coordenades analítiques, en el camp de la geometria va permetre que formes geomètriques de més complexitat es poguessin descriure amb rigor. En particular, en aquells moments, Pierre de Fermat, Newton i Leibniz van començar l'estudi de corbes en el pla i la recerca de conceptes com punt d'inflexió o cercle osculador, que van ajudar a mesurar la curvatura. En efecte, ja en el seu primer article Nova Methodus pro Maximis et Minimis sobre els fonaments del càlcul, Leibniz va observar que la condició inifnitesimal {\displaystyle d^{2}y=0} indica l'existència d'un punt d'inflexió. Poc després d'això, la família Bernoulli, Jakob i Johann van fer unes primeres contribucions remarcables en l'ús dels infinitesimals en l'estudi de la geometria. En classes de Johann Bernoulli d'aquella època, més tard transcrites per L'Hôpital a Analyse des Infiniment Petits pour l'Intelligence des Lignes Courbes, el primer llibre de càlcul diferencial, es calcules les rectes tangents a corbes planes de diferents tipus utilitzant la condició {\displaystyle dy=0}, i de forma similar, també es calculen punts d'inflexió. En aquest mateix moment s'adonen de l'ortogonalitat entre els cercles osculadors d'una corba plana i la direcció tangent, i s'escriu la primera fórmula analítica del radi d'un cercle osculador, essencialment la primera fórmula analítica per a la noció de curvatura.
En l'estela del desenvolupament de la geometria analítica i de les corbes en el pla, Alexis Clairaut va iniciar l'estudi de les corbes en l'espai als 16 anys. En el seu llibre, Clairaut va introduir la noció de direccions tangent i subtangent en les corbes a l'espai amb relació a les direccions al llarg d'una superfície en què es troba la corba. Per tant, Clairaut va demostrar una comprensió implícita de l'espai tangent d'una superfície i va estudiar aquesta idea utilitzant el càlcul per primer cop. Un fet remarcable és que Clairau va introduir els termes curvatura i doble curvatura, essencialment la noció de curvatura principal, que més tard estudiarien Gauss i altres.
En aquest mateix període, Leonhard Euler, que va ser estudiant de Johann Bernoulli, va fer importants contribucions no només al desenvolupament de la geometria, sinó també a les matemàtiques més generalment. Pel que fa a la geometria diferencial, Euler va estudiar la idea d'una geodèsic en una superfície derivant les primeres equacions geodèsiques, i més tard va introduir el primer conjunt de sistemes de coordenades intrínseques en una superfície, donant lloc a la teoria de la geometria intrínseca en què es basen les idees geomètriques modernes. Al voltant d'aquestes dates, l'estudi d'Euler de la mecànica en la seva obra Mechanica va donar lloc al descobriment que una massa que vaitja a través d'una superfície sense la influència de cap força segueix un camí geodèsic, un dels primers precursors de les idees fundacionals de la teoria d'Einstein de la relativitat general, així com de les equacions d'Euler-Lagrange i la primera teoria del càlcul de variacions, que apuntala moltes de les tècniques de la geometria diferencial moderna en geometria simplèctica i anàlisi geomètrica. La teoria va ser utilitzada per Lagrange, l'altre pare del càlcul de variacions, per derivar la primera equació diferencial per descriure una una superfície minimal en termes de l'equació d'Euler–Lagrange. L'any 1760, Euler va demostrar un teorema que expressava la curvatura d'un espai corb en una superfície en termes de les curvatures principals, conegut avui en dia com teorema d'Euler.
Més avançat el segle XVIII, la nova escola francesa literada per Gaspard Monge va començar a fer importants contribucions en la geometria diferencial. Monge va tenir un paper remarcable en el desenvolupament de la teoria de corbes planes i superfícies, i va estudiar les superfícies de revolució i envolvents de corbes planes i corbes en l'espai. Diversos estudiants de Monge van fer contribucions rellevants en aquest camp, i per exemple Charles Dupin va proporcionar una nova interpretació del teorema d'Euler en termes de les curvatures principals, que és la forma moderna de l'equació.

### Geometria intrínseca i geometria no euclidiana (1800–1900)
El camp de la geometria diferencial va esdevenir una àrea d'estudi per sí sola, independent del camp més ampli de la geometria anlítica, en els anys 1800, principalment per l'obra fundacional de Carl Friedrich Gauss i Bernhard Riemann, i també arran de les importants contribucions de Nikolai Lobatxevski en geometria hiperbòlica i en geometria no euclidiana i al llarg del mateix període del desenvolupament de la geometria projectiva.
L'any 1827 Gauss va publicar Disquisitiones generales circa superficies curvas, considerada l'obra més important de la història de la geometria diferencial, en què detallava la teoria general de superfícies corbes. Per aquesta obra i pels seus articles posteriors i notes no publicades sobre la teoria de superfícies, Gauss ha estat conisderat l'inventor de la geometria no euclidiana i de la geometria diferencial intrínseca. En el seu article pioner, Gauss va introduir l'aplicació de Gauss, la curvatura gaussiana, la primera i la segona forma fonamental, va demostrar el teorema egregi demostrant la naturalesa intrínseca de la curvatura gaussiana, i va estudiar les geodèsiques, calculant l'àrea d'un triangle geodèsic en diferents geometries no euclidianes en superfícies.
En aquells moments, Gauss ja creia que s'havia de descartar el paradigme estàndard de la geometria euclidiana, i tenia en possessió manuscrits privats sobre geometria no euclidiana que l'ajudarien en el seu estudi dels triangles geodèsics. Al voltant d'aquelles dates, János Bolyai i Lobatxevski van descobrir independentment la geometria hiperbòlica i van demostrar per tant l'existència de geometries consistents més enllà del paradigme d'Euclides. Va ser Eugenio Beltrami qui va produir models concrets de geometria hiperbòlica en els anys 1860, i Felix Klein va encunyar el terme "geometria no euclidiana" l'any 1871, i a través del programa d'Erlangen va situar la geometria euclidiana i les no euclidianes en el mateix pla. De forma implícita, la geometria esfèrica de la Terra que havia estat estudiada des de l'antiguitat era una geometria no euclidiana, una geometria el·líptica.
El desenvolupament de la geometria diferencial intrínseca en el llenguatge de Gauss va estar estimulat pel seu estudiant, Bernhard Riemann en la seva habilitació, titulada On the hypotheses which lie at the foundation of geometry (Sobre la hipòtesi que es troba en la fundació de la geometria). En la seva obra, Riemann va introduir la noció d'una mètrica riemanniana i el tensor de curvatura de Riemann per primer cop, i va iniciar l'estudi sistemàtic de la geometria diferencial en dimensions superiors. Aquest punt de vista intrínsec en termes de la mètrica riemanniana, escrita {\displaystyle ds^{2}} pel mateix Riemann, va ser fruit d'una idea de Gauss sobre el element lineal {\displaystyle ds} d'una superfície. En aquell moment, Riemann va començar a introduir l'ús sistemàtic de l'àlgebra lineal i l'àlgebra multilineal en aquest context, fent un bon ús de la teoria de formes quadràtiques en la seva investiggació de mètriques i curvatura. Llavors, Riemann no havia desenevolupat encara la noció moderna de varietat, ja que ni tan sols la idea d'espai topològic no s'havia definit, però sí que havia proposat que es podia investigar o mesurar les propietats de la mètrica de l'espaitemps a través de l'anàlisi de masses en l'espaitemps, en relació amb l'observació prèvia d'Euler que una massa sota l'efecte de cap força viatjaria a través de geodèsiques en superfícies, i preveient l'observació fonamental d'Einstein del principi d'equivalència ben bé 60 anys abans que aparegués en la literatura científica.
En l'estela de la nova descripció de Riemann, el focus en les tècniques utilitzades per estudiar la geometria diferencial va canviar de mètodes ad hoc i extrínsecs en l'estudi de corbes i superfícies a un plantejament més sistemàtic en termes de càlcul tensorial i el programa d'Erlangen de Klein, i es va donar molt de progrés en el camp. Sophus Lie i Jean Gaston Darboux van desenvolupar la noció de grups de transformacions, donant lloc a resultats importants en la teoria de grups de Lie i geometria simplèctica. La noció de càlcul diferencial en espais corbs va ser estudiada per Elwin Christoffel, que va introduir els símbols de Christoffel que descriuen la derivada covariant l'any 1868, juntament amb altres com Eugenio Beltrami que vaestudiar moltes qüestions analítiques en varietats. L'any 1899, Luigi Bianchi va produir les seves Lectures on differential geometry (Lliçons en geometria diferencial), en què es tractava la geometria diferencial des d'una perspectiva riemanniana, i un any més tard Tullio Levi-Civita i Gregorio Ricci-Curbastro van produir el seus llibres de text desenvolupant sistemàticament la teoria de càlcula diferencial absolut i càlcul tensorial. Va ser en aquest llenguatge que Einstein va utilitzar la geometria diferencial en el desenvolupament de la relativitat general i de la geometria pseudoriemanniana.

### Geometria diferencial moderna
El camp de la geometria diferencial moderna va emergir a principis del segle XX en resposta a les contribucions fundacionals de molts matemàtics, a destacar l'article Analysis Situs d'Henri Poincaré en els fonaments de la topologia. A principis de segle, hi va haver un moviment principal a les matemàtiques per formalitzar els aspectes fonamentals del camp per evitar crisis de rigor o de precisió, conegut com a programa de Hilbert. Com a part d'un moviment més ampli, la noció d'espai topològic va ser tractada per Felix Hausdorff l'any 1914, i ja al 1942 hi havia diferents nocions de varietat, de naturalesa tant combinatòria com en termes de geometria diferencial.
L'interès en el tema també està centrat en l'emergència de la teoria general de la relativitat d'Einstein i en la importància de les equacions de camp d'Einstein. La teoria d'Einstein va popuularitzar el càlcul tensorial de Ricci i Levi-Civita i va introduir la notació {\displaystyle g} per a mètriques riemannianes, i {\displaystyle \Gamma } per als símbols de Christoffel, totes dues G's provenien de la paraula gravitació. Élie Cartan va ajudar a reformular els fonaments de la geometria diferencial de varietats diferenciables en termes de càlcul exterior i la teoria de bases mòbils, que van donar lloc, en el camp de la física a la teoria d'Einstein-Cartan.
Seguint aquest primer desenvolupament, molts matemàtics van contribuir a l'avenç de la teoria moderna, inclosos Jean-Louis Koszul que va introduir connexions en fibrats vectorials, Shiing-Shen Chern que va introduir les classes característiques en la matèria i va començar l'estudi de les varietats complexes, Sir William Vallance Douglas Hodge i Georges de Rham que van expandir els coneixements en les formes diferencials, Charles Ehresmann que va introduir la teoria del les fibres dels fibrats i les connexions d'Ehresmann, entre d'altres. D'especial importància va ser Hermann Weyl, que va fer contribucions rellevants als fonaments de la relativitat general, introduint el tensor de Weyl que va fer avançar la geometria conforme, i va definir per primer cop la noció d'un gauge, donant lloc al desenvolupament de la teoria de gauge en física i en matemàtiques.
A mitjans i finals del segle xx, la geometria diferencial com a tema va expandir el seu àmbit i va establir connexions amb altres àrees de les matemàtiques i la física. El desenvolupament de la teoria de gauge i la teoria de Yang–Mills en física van posar el focus en els fibrats i les connexions. Es van analitzar molts resultats analítics inclosa la demostració del teorema de l'índex d'Atiyah-Singer. L'avenç en geometria complexa va ser estimulada per resultats paral·lels en geometria algebraica, i Shing-Tung Yau i altres va demostrar resultats en geometria i anàlisi global de varietats complexes. En la segona meitat del segle xx, es van desenvolupar noves tècniques analítiques en fluxos de curvatura com el flux de Ricci, que van culminar en la demostració de Grigori Perelman de la conjectura de Poincaré. Durant aquest mateix període, a causa principalment de la influència de Michael Atiyah, es van crear noves connexions entre la física teòrica i la geometria diferencial. Els matemàtics van utilitzar tècniques de l'estudi de les equacions de Yang–Mills i de la teoria de gauge per desenvolupar nous invariants de varietats diferenciables. Físics com Edward Witten, l'únic físic que ha rebut mai la Medalla Fields, va tenir molt impacte en matemàtics en utilitzar la teoria quàntica de camps topològica i la teoria de cordes per fer prediccions i per proporcionar els marcs per unes noves matemàtiques rigoroses, que han resultat, per exemple, en la simetria especular (conjectura) i en els invariants de Seiberg–Witten.

## Punts de vista intrínsecs i extrínsecs
Fins a mitjans del segle xix, la geometria diferencial tenia essencialment un punt de vista extrínsec respecte de les varietats trobades, això significa que eren definides com un subconjunt d'un espai vectorial (normalment {\displaystyle \mathbb {R} ^{n}\,}). Per exemple, s'estudiava les propietats d'una corba en el pla, o d'una superfície en l'espai de dimensió tres (geometria diferencial clàssica).
Els treballs de Bernhard Riemann van introduir una visió intrínseca de les varietats, constantment desenvolupada posteriorment. A partir d'aleshores, són considerades com un objecte  en si mateix, i no com a part d'un altre. Ja no té sentit voler sortir de la varietat, perquè per ella sola ja té prou consistència, independentment de qualsevol noció d'espai circumdant i, per tant, es podrà donar un sentit a les nocions de tangència,curvatura, etc.
El punt de vista intrínsec té l'avantatge de ser molt més flexible que el punt de vista extrínsec, ni que sigui pel fet que no obliga a trobar un espai que pugui contenir la varietat considerada, cosa que a vegades pot ser difícil. Per exemple, l'ampolla de Klein és una superfície (és a dir, una varietat de dimensió 2) però per tal de submergir-la en un espai circumdant cal escollir {\displaystyle \mathbb {R} ^{4}\,}. Fins i tot, no és evident que es pugui trobar un espai continent de l'espaitemps corbat. Tanmateix, la flexibilitat guanyada es tradueix en una major abstracció i dificultat per poder definir nocions geomètriques com la curvatura, o topològiques com la connexitat.

## Explicació matemàtica
La geometria diferencial abasta l'anàlisi i l'estudi de diferents conceptes:
- l'estudi de varietats
- els fibrats tangents i cotangents
- les formes diferencials
- les derivades exteriors
- les integrals de les P-formes sobre les P-varietats
- el teorema de Stokes
- les derivades de Lie
- la curvatura

Tots aquests conceptes estan relacionats amb l'anàlisi de variables múltiples, però, en les aplicacions geomètriques, cal raonar sense preferir un determinat sistema de coordenades. Aquesta diversitat de conceptes de la geometria diferencial es pot veure dins la naturalesa geomètrica de la derivada segona, és a dir, en les característiques de la curvatura.
Una varietat diferencial en un espai topològic és un conjunt d'homeomorfismes dels conjunts oberts en una esfera unitària {\displaystyle \mathbb {R} ^{n}\,}, tals que els conjunts oberts cobreixen l'espai i que si {\displaystyle f,g\,} són homeomorfismes llavors la funció {\displaystyle f^{-1}\circ g\,} d'un subconjunt obert de l'esfera unitària cap a l'esfera oberta unitària és infinitament diferenciable. És a dir, que la funció d'una varietat cap a R és infinitament diferenciable si la composició de cada homeomorfisme és el resultat d'una funció infinitament diferenciable a partir de l'esfera unitària a R.
En cada punt de la varietat es troba un espai tangent en aquest punt, constituït per totes les velocitats (direcció i intensitat) possibles i amb les quals és possible apartar-se d'aquest punt. Per a una varietat n-dimensional, l'espai tangent en cada un dels punts és un espai vectorial de n dimensions o, en altres termes, una còpia de {\displaystyle \mathbb {R} ^{n}\,}. L'espai tangent té diverses definicions. Una definició possible és l'espai vectorial dels camins que passen per aquest punt, factoritzat per la relació d'equivalència que identifica dos camins que tenen el mateix vector velocitat en aquest punt (és a dir, la mateixa derivada si s'opera amb qualsevol identificador).
Un camp de vectors és una funció d'una variable respecte la unió disjunta dels seus espais tangents (la unió amb si mateixa és una varietat coneguda com el fibrat tangent) de forma que, en cada punt, el valor obtingut és un element de l'espai tangent en aquest punt. Una tal relació s'anomena secció d'una fibrat. Un camp vectorial és diferenciable si per a cada funció diferenciable, l'aplicació del camp en cada punt produeix una funció diferenciable. Els camps vectorials poden ser percebuts com a equacions diferenciables independents del temps. Una funció diferenciable dels reals sobre la varietat és una corba de la varietat. Això defineix una funció dels reals sobre els espais tangents: la velocitat de la corba en cada un dels punts que la constitueixen. Una corba és una solució del camp vectorial si, per a cada punt, la velocitat de la corba és igual al camp vectorial en aquest punt.
Una k-forma lineal alternada és un element de la {\displaystyle k^{e}\,} potència d'un tensor antisimètric de l'espai dual {\displaystyle E^{*}\,} d'un espai vectorial {\displaystyle E\,}. Una k-forma diferencial d'una varietat és una opció, en cada punt de la varietat, de la dita k-forma alternada on {\displaystyle E\,} és l'espai tangent en aquest punt. Serà diferenciable si el resultat després d'una operació sobre {\displaystyle k\,}-camps vectorials diferenciables és una funció diferenciable de la varietat cap als reals.

## Branques de la topologia i de la geometria diferencials

### Geometria de les varietats de contacte
És semblant a la geometria simplèctica que treballa amb les varietats que tenen dimensió senar. A grans trets, l'estructura de contacte d'una varietat de dimensió {\displaystyle (2n+1)\,} és una tria d'una forma diferencial {\displaystyle \alpha \,} tal que {\displaystyle \alpha \wedge (d\alpha )^{n}\,} no s'anul·la en cap punt.

### Geometria de Finsler
La geometria de Finsler, deguda al matemàtic suís Paul Finsler, fa de la varietat de Finsler el seu principal objecte d'estudi. És una varietat diferencial proveïda de la mètrica de Finsler, això és una norma de Banach definida en cada espai tangent. La mètrica de Finsler dona una estructura més general que la mètrica de Riemann.

### Geometria de Riemann
La geometria de Riemann estudia les varietats de Riemann, varietats amb una estructura suplementària que les fa aparèixer com l'espai euclidià amb un punt de vista infinitesimal. Permeten generalitzar la noció de la geometria euclidiana i l'anàlisi del gradient d'una funció, la divergència, la longitud de la corba, etc. sense sortir del principi que l'espai és globalment simètric.

### Topologia simplèctica
Tracta de les varietats simplèctiques, això és, varietats diferenciables proveïdes d'una forma simplèctica.

## Aplicacions
A continuació es llisten alguns exemples de com s'ha aplicat la geometria diferencial en altres camps de la ciència i de les matemàtiques.
- En física, la geometria diferencial té moltes aplicacions, com ara:
  - La geometria diferencial és el llenguatge en què s'expressa la teoria general de la relativitat d'Albert Einstein. Segons la teoria, l'univers és una varietat diferenciable equipada amb una mètrica pseudo-riemanniana, que descriu la curvatura de l'espai-temps. Entendre aquesta curvatura és essencial per al posicionament de satèl·lits en òrbita al voltant de la Terra. La geometria diferencial també és indispensable en l'estudi de les lents gravitatòries i dels forats negres.
  - S'utilitzen formes diferencials en l'estudi de l'electromagnetisme.
  - La geometria diferencial té aplicacions tant en la mecànica lagrangiana com en la mecànica hamiltoniana. Es poden utilitzar les varietat simplèctiques en particular per estudiar els sistemes hamiltonians.
  - La geometria riemanniana la geometria de contacte s'han utilitzat per construir el formalisme de la geometrotermodinàmica que té aplicacions en la termodinàmica clàssica en equilibri.
- En química i en biofísica, quan es modela l'estructura de la membrana cel·lular sota pressió variable.
- En economia, la geometria diferencial té aplicacions en el camp de l'econometria.[14]
- El modelatge geomètric (inclosa la computació gràfica) i el disseny assistit per ordinador es basen en idees de la geometria diferencial.
- En enginyeria, la geometria diferencial es pot aplicar per resoldre problemes en processament de senyals digitals.[15]
- En teoria del control, es pot utilitzar la geometria diferencial per analitzar controladors no lineals, especialment en control geomètric[16]
- En probabilitat, estadística, i teoria de la informació, es poden interpretar diverses estructures com a varietats riemannianes, donant lloc al camp de la geometria de la informació, especialment a través de la mètrica de Fisher.
- En geologia estructural, s'utilitza la geometria diferencial per analitzar i descriure estructures geològiques.
- En visió artificial, s'utilitza la geometria diferencial per analitzar les formes.[17]
- En processament d'imatges, la geometria diferencial s'utilitza per processar i analitzar dades en superfícies no planes.[18]
- La demostració de Grigori Perelman de la conjectura de Poincaré utilitzant les tècniques del flux de Ricci va demostrar el potencial del plantejament basat en geometria diferencial per a problemes de la topologia i va remarcar el paper importnat que van tenir eles mètodes analítics.
- En comunicacions sense fil, s'utlitzen varietats grassmannianes en tècniques de conformació de feixos en sistemes de múltiples antenes.[19]
- En geodèsia, per calcular les distàncies i angles en la superfícies del nivell del mar de la Terra, es modela a partir d'un el·lipsoide en revolució.